# 警戒委员会
警戒委员会是由一群平民组成的組織，而且會對犯罪嫌疑人處以私刑以及法外处决。警戒委员会成員認為在政府權力沒有管到的地方，警戒委员会就承担起维护法律和秩序以及行使权力的责任。 